# 丸山美知代
丸山 美知代（まるやま みちよ、1949年 - 2024年）は、英米文学者。立命館大学教授。ユダヤ系のノーベル賞受賞作家ソール・ベロー、また、19世紀ロシア文学とウラジーミル・ナボコフを研究 。山内邦臣に師事。

## 略歴
- 1949年 生まれ。
- 1974年 - 奈良女子大学 文学部英文科卒業
- 1974年 -奈良女子大学大学院博士課程前期課程修了（1976年まで）
- 1976年 -平安女学院短大で教鞭をとる。  (1987年まで)
- 1987年 –立命館大学教授
- 日本アメリカ文学会、
- 日本英文学会
- 国際ソール・ベロー協会
- 奈良女子大学英語英米文学会
- 日本ソール・ベロー協会
- 日本ナボコフ学会

## 著書 訳本
- 『書きなおすナボコフ、読みなおすナボコフ』（研究社、2011年）共著 若島正, 沼野充義
- 『ルーダンの悪魔　著オルダス・ハクスリー』（人文書院、1989年）
- 『知られざるオリーヴ・シュライナー　著ジョイス・バークマン』（晶文社、1992年）
- 『アメリカ文学　問題と追究　』（山口書店、1979年）共著　山内邦臣

## 論文
- 『凸面鏡の中の自画像--NabokovのPninにおける語りのメタファーとしての絵画』（立命館文學、2007年）
- 『登場人物に拒否される語り手の謎 : Vladimir NabokovのPninの場合』（立命館英米文学、2006年）
- 『Vladimir NabokovのPnin : うしろに影のある心臓と理想的に禿げた頭』（立命館英米文学、2003年）
- 『VはいかにしてNを葬ったのか?--ウラジーミル・ナボコフの「フィアルタの春」におけ自伝的行為について』（立命館文學、2001年）
- 『1996年度卒業論文について』（立命館英米文学、1998年）
- 『"I.P.ベルキン"とは誰か? : プーシキンの散文ポエティックス確立にまつわる謎』（立命館言語文化研究、1995年）
- 『An Auditory interpretation of Kate Chopin's The Awakening : atonal discords and quiet harmony. (永原誠教授 高橋喜久夫教授退職記念論集)』（立命館文學、1993年）
- 『広岡先生 : 思い出すことなど』（立命館英米文学 復刊、1992年）
- 『The Aspern papers における《曖昧》の構造』（英学、1986年）
- 『ウラジミール・ナボコフ『青白い炎』 : 創造行為の意味するもの』（英学、1985年）
- 『Saul Bellow's Mr.Sammler : The one-eyed philosopher in the country of the blind』（平安女学院短期大学紀要、1984年）
- 『新しいピカロの求める運命とは 3』（英学、1984年）
- 『新しいピカロの求める運命とは 2』（英学、1983年）
- 『現代都市小説家としてのSaul Bellow : New YorkとChicago』（平安女学院短期大学紀要、1981年）
- 『新しいピカロの求める運命とは』（英学、1981年）
- 『On The Sea, The Sea by Iris Murdoch : <<Prospero abjured magic but never drowned his book>>』（平安女学院短期大学紀要、1979年）
- 『V.ナボコフ『セバスチャン・ナイトの真実の生涯』をめぐって : ガラス玉の中の仮面劇』（英学、1979年）
- 『Bernard Malamud の小説 : 展覧会の絵 (2)』（英学、1979年）
- 『Bernard Malamud の小説 : 展覧会の絵 (!)』（英学、1977年）
- 『Saul Bellow : Herzog に関する一考察: 三人称語りと喜劇の精神』（英学、1976年）
- 『The Catcher in the Rye一考察 : Holdenの内面変遷を中心』（英語学英米文学論集、1975年）